# Regina Spektor

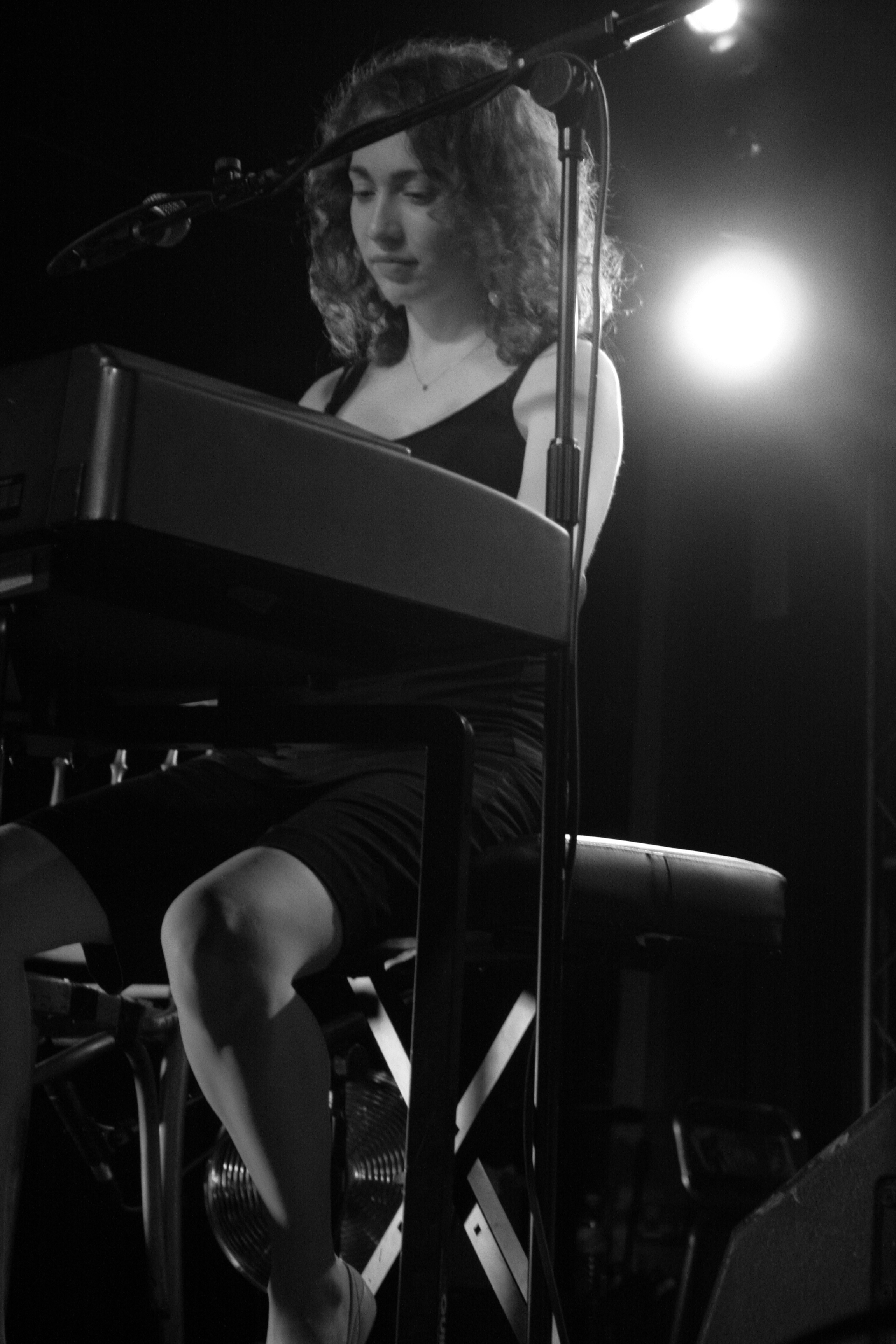
Regina Spektor (2006)

Regina Spektor (ros. Регина Спектор; ur. 18 lutego 1980 w Moskwie) – amerykańska piosenkarka żydowskiego pochodzenia; pianistka i producent muzyczny, autorka tekstów. 
Jej muzyka zalicza się do nowego gatunku muzycznego, anti-folk; środowisko tego gatunku skupia się w nowojorskiej (manhattańskiej) dzielnicy East Village.

## Młodość
Spektor pochodzi z rodziny muzyków zawodowych: jej ojciec, fotograf, był skrzypkiem, a matka była profesorem muzyki w rosyjskim konserwatorium (obecnie uczy w publicznej szkole podstawowej w Mount Vernon, Nowy Jork). Artystka spędziła swoje pierwsze 9 lat w ZSRR. Rodzina opuściła Związek Radziecki w 1989, kiedy w czasie pieriestrojki rosyjscy Żydzi mieli prawo do legalnej emigracji. Jej rodzice najpierw udali się do Austrii, później do Włoch, w końcu osiedlili się w Bronksie w Nowym Jorku.
W Rosji Regina Spektor od 6 roku życia uczyła się gry na pianinie. W dzieciństwie fascynowały ją kolekcjonowane przez ojca nagrania zachodnich grup, np. The Beatles czy Queen.
Spektor znalazła się w Nowym Jorku mając 9 lat. Kontynuowała tam naukę, kończąc z powodzeniem nowojorskie konserwatorium. W Stanach po raz pierwszy zetknęła się z jazzem, co znacząco wpłynęło na jej muzyczny rozwój. Szczególnie do gustu przypadła jej śpiewaczka afroamerykańska, Billie Holiday, która do dziś jest dla niej największą inspiracją. 

## Kariera
W 2001 Regina Spektor nagrała własnym sumptem debiutancki album 11:11. Instrumentarium na albumie ograniczone jest do minimum. Raz Spektor śpiewa tylko z fortepianem, innym razem towarzyszy jej kontrabas, w utworze „I Want To Sing” jedynym źródłem dźwięku jest jej głos.
Artystka szukała swojej szansy, grywając w każdym możliwym miejscu. W końcu zwrócił na nią uwagę Alan Bezozi, perkusista grupy They Might Be Giants. Przedstawił młodą pianistkę Gordonowi Raphaelowi, producentowi The Strokes, który wynegocjował dla niej kontrakt z wytwórnią Sire. Trzy lata po debiucie ukazał się album o tytule Soviet Kitsch. Promował go singel „Us” z linią melodyczną, podpartą fortepianem i kwartetem smyczkowym.
13 czerwca 2006 wydała album nagrany dla Sire pt. Begin To Hope. Album ten otwiera utwór „Fidelity”.
Utwór „The Call” pojawił się w filmie Opowieści z Narnii: Książę Kaspian'.
W 2008 zaśpiewała w duecie z Benem Foldsem w utworze You don't know me. Piosenka ta została wydana jako singiel oraz na albumie Way to normal Foldsa.
Spektor udziela swoich kompozycji i śpiewu jako podkładu muzycznego dla reklam telewizyjnych.
Artystka wystąpiła w Polsce na Open’er Festival w Gdyni 3 lipca 2010.
Kolejny raz w Polsce wystąpiła na Coke Live Music Festival w Krakowie 9 sierpnia 2013. W tym samym roku jej utwór „You've Got Time” znalazł się w czołówce serialu Orange Is the New Black.

## Dyskografia

### Albumy
- 2001 – 11:11 (Regina Spektor)
- 2002 – Songs (Regina Spektor)
- 2004 – Soviet Kitsch (Sire/London/Rhino)
- 2006 – Begin to Hope (Sire)
- 2009 – Far
- 2012 – What We Saw from the Cheap Seats
- 2016 – Remember Us to Life

### Single i Extended Play
- 2003 – „Reptilia” / „Modern Girls & Old Fashion Men” (Rough Trade)
- 2004 – „Your Honor” / „The Flowers” (Shoplifter)
- 2005 – Live at Bull Moose, EP (Sire)
- 2005 – „Carbon Monoxide” (Transgressive)
- 2006 – „Us” (Transgressive)
- 2006 – „On the Radio” (Sire) (nr 60 na liście przebojów w Wlk Bryt)
- 2006 – „Fidelity” (Sire)
- 2008 – „The Call” (Opowieści z Narnii: Książę Kaspian)
- 2009 – „Laughing With & Blue Lips"

### Nagrania koncertów
- 2010 – „Live In London” (DVD/Bluray + 2CD)

### Kompilacje
- 2006 – Mary Ann Meets the Gravediggers and Other Short Stories (Transgressive)